# Aleilton Fonseca
Aleilton Santana da Fonseca (Firmino Alves, 21 de julio de 1959) es un poeta, ficcionalista, ensayista, y profesor universitario brasileño. Miembro de la Academia de Letras da Bahia, ocupando la silla nº 20, con Augusto Teixeira de Freitas como patrón.

## Biografía
Aleilton Santana da Fonseca nació en Itamirim, lugar hoy conocido como Firmino Alves. Pasó su infancia y adolescencia en Ilhéus, en el estado de Bahía, donde estudió hasta el primer año de secundaria, y comenzó a escribir siendo aún estudiante de secundaria, asiduo lector de poemas, novelas y crónicas. Publicó sus primeros textos en periódicos.
En 1977, ingresó a la EMARC - Uruçu, donde se graduó como técnico agrimensor, pero nunca fue a obtener su diploma. Ese mismo año, comenzó a publicar sus primeros cuentos y poemas en el Jornal da Bahia, en Salvador, habiendo ganado tres veces el Concurso Permanente de Cuento, publicando también en el Suplemento A Tarde/Novela, en el Jornal A Tarde. Luego comenzó a escribir la columna "Entre Aspas", en el Jornal da Manhã. A los 18 años, tuvo su primera entrevista en el Jornal da Bahia, cuando fue presentado por Adinoel Motta Maia como un nuevo escritor emergente en el sur de Bahía. Ese mismo año ganó el premio de cuento de la Editora Grafipar, en Paraná. En 1979, se matriculó en el curso de Letras en la Universidad Federal de Bahía (UFBA), y se trasladó a Salvador. Ese mismo año organizó el primer libro de poesía y recibió una mención honorífica en el curso del Premio Literario de la Universidad Federal de Bahía, en 1980. Fue seleccionado para abrir el ciclo de poesía de la Coleção dos Novos, por la Fundación Cultural del Estado de Bahía.
En 1981, publicó el primer libro "Movimento de Sondagem", a través de la Fundación Cultural del Estado de Bahía, a través de esta obra llamó la atención del poeta Carlos Drummond de Andrade, Drummond escribió una carta a Aleilton. También ha llamado la atención de Rubem Braga, que publicó dos poemas de Aleilton, en la columna "La poesía es necesaria", de la Revista Nacional.
Comenzó a enseñar portugués en la escuela primaria, creando un taller literario, en el que muchas de sus producciones fueron publicadas en murales, colecciones y suplementos en las columnas infantiles y juveniles de periódicos, como JOBA, del extinto Jornal da Bahía. Completó el curso de Letras y comenzó a enseñar Literatura y Lengua Portuguesa. En 1984 pasó a ser profesor del Curso de Literatura de la Universidad Estadual del Sudoeste de Bahía. Trasladándose a la ciudad de Vitória da Conquista, publicó el libro de poemas "O Espejo de la Conciencia". En 1988 se especializó en literatura brasileña. Al ingresar a la Maestría en Letras de la Universidad Federal de Paraíba, se radicó con su familia en João Pessoa.
Publicó su primer libro, "Movimento de Sondagem", a través de la Fundación Cultural de Bahía, en 1981, y recibió, entre otros, la atención de Carlos Drummond de Andrade, quien pronto le escribió una carta de aliento, y también recibió el atención de Rubem Braga, quien publicó dos de sus poemas en la columna "A Poesia é Necessária", de la Revista Nacional, semanario que circulaba como encarte en los principales diarios de las capitales.
En 1996 regresó a Salvador, donde se instaló y concursó al concurso Premios Culturales de Literatura, de la Fundación Cultural del Estado de Bahía, con el libro Jaú dos Bois, y quedó entre los ganadores, en 3er lugar, publicado por Relume. Dumará, de Río de Enero, en 1997. En 2001 publicó el libro de cuentos "O Desterro dos Mortos". Ese mismo año recibió el Premio Nacional Herberto Sales, de la Academia de Letras de Bahía, con el libro "O Canto da Alvorada", publicado en 2003. En 2003, impartió clases como profesor invitado en la Universidad de Artois (Francia), dio conferencias y presentó ponencias en las universidades Sorbona Nouvelle, Nanterre, Artois, Rennes, Toulouse Le Mirail, Nantes, y ELTE (Budapest), además de haber Participó en varios eventos universitarios y culturales en varios estados del país. El libro "O canto da Alvorada" ganó la segunda edición en 2014, de la Editora José Olympio. En 2005 coorganizó (con el escritor Cyro de Mattos) el libro "O Triunfo de Sosígenes Costa": estudios, testimonios, antología (Ilhéus : Editus, Feira de Santana, UEFS Editora, 2005 ), y recibió el Premio Marcos Almir. Madeira 2005, de la Unión Brasileña de Escritores.
Fue homenajeado por el Lycée des Arènes, con una exposición de trabajos estudiantiles sobre el libro "Les Marques du Feu ", en Toulouse, Francia, en su 50 cumpleaños, y en Bahía fue homenajeado por la IL-UFBA, con una crítica seminario, en 2009. Recibió la Medalla Euclides da Cunha de la Academia Brasileña de Letras, como uno de los libros y conferencias destacados sobre Os Sertões, pues Aleilton Fonseca publicó ese año el libro O Pêndulo de Euclides, con repercusión en la prensa y los círculos literarios. Ese mismo año, la novela "Nhô Guimarães" fue adaptada al teatro y representada en Salvador y otras ciudades.
En 2013 recibió el título de Profesor Honorario de Humanidad, de la Universidad del Norte, en Asunción. En 2014, recibió la Mención Luiz Vaz de Camões, otorgada por el Núcleo de Letras e Artes de Lisboa, en el Gabinete Português de Leitura, en Bahía, y también recibió la Mención al Mérito Cultural, categoría Junior, otorgada por el Gobierno de la Estado de Bahía. Sus libros han sido estudiados en cursos de pregrado y posgrado, con algunas disertaciones de maestría y tesis doctorales terminadas o en proceso.
En 2023, publicó el libro de cuentos "Sonhos de Viver". Durante la cuarentena por la pandemia de COVID-19, en 2020, publicó el libro "A terra em pandemia ". La obra está compuesta por un largo poema, que narra la trayectoria del Coronavirus, que provocó miles de muertes en varios países.
Son 620 versos en 62 estrofas.

### Finalista del Premio Jabuti
En la categoría de poesía, quedó finalista del Premio Jabuti 2021, con la obra "A terra em pandemia.

## Académico
Aleilton Fonseca es elegido miembro de la Academia de Letras de Bahía, el 12 de agosto de 2004 y asumió el cargo el 15 de abril de 2005, fue recibido por Ruy Espinheira Filho, en el salón principal de la sede de la academia, ocupando así la silla número 20, cuyo patrón es Augusto Teixeira de Freitas. El 19 de abril de 2011 ingresó como miembro de la Academia de Letras de Itabuna. El 9 de diciembre de 2016 asumió la Academia de Letras de Ilhéus, ocupando así la silla número 24, que pertenecía a Hélio Pólvora.

## Livros
- 1981 : Movimiento Sonoro;
- 1984 : El espejo de la conciencia;
- 1994 : Teoría particular (pero no tanto) del poema - o poética hecha en casa;
- 1996 : Enredo Romántico, Música de Fondo, Manifestaciones Lúdico-Musicales en el Romance Urbano del Romanticismo (ensayo);
- 1996 : Años Ochenta: Poesía y Prosa. Colección Conmemorativa de los “15 Años de la Nueva”;
- 1997 : Jaú dos Bois y Otros Cuentos;
- 2000 : Rutas e Imágenes: Literatura y Otros Viajes;
- 2001 : El destierro de los muertos;
- 2003 : El Canto de Alvorada;
- 2004 : El triunfo de Sosígenes Costa;
- 2006 : Las formas de la arcilla y otros poemas;
- 2006 : Nhô Guimarães;
- 2007 : Todas las Casas (cuento);
- 2008 : Les Marques du feu et Autres nouvelles de Bahía;
- 2008 : Guimarães Rosa, écrivain brésilien centenario;
- 2008 : Traducción de Dominique Stoenesco);
- 2008 : O Olhar de Castro Alves (ensayos críticos sobre la literatura bahiana);
- 2009 : El péndulo de Euclides (novela);
- 2009 : Rincones y Esquinas de la Ciudad. Voces del Lirismo Urbano (Junto a Rosana Ribeiro Patricio);
- 2010: La mujer de los sueños y otros relatos humorísticos (cuento);
- 2012 : Memorial dos Corpos Sutis (novela);
- 2012 : Como Marcas da Cidade (cuento);
- 2012 : Sosígenes Costa los mejores Poemas;
- 2012 : El Arlequín de Pauliceia. Imágenes de São Paulo en la Poesía de Mário de Andrade;
- 2012 : Um Rio nos Olhos/Une rivière dans les yeux;
- 2012 : Jorge Amado en Terreiros da Ficção (ensayo) (Organizadores: Myriam Fraga, Aleilton Fonseca y Evelina Hoisel );
- 2013 : Jorge Amado: Cien años de escribir Brasil (ensayo) (Organizadores: Myriam Fraga, Aleilton Fonseca y Evelina Hoisel);
- 2013 : Un Río en Los Ojos;
- 2014 : Jorge Amado: Cacao en el mundo en 80 años (ensayo);
- 2020 : La Tierra en una pandemia, Editora Mondrongo
- 2023 : Sonhos de Viver (Cuentos), Editora Caramurê